# Àrea metropolitana Rin-Neckar
Àrea metropolitana Rin-Neckar (en alemany Metropolregion Rhein-Neckar) és una Àrea metropolitana alemanya situada entre el nord del Baden-Württemberg, el sud-est de l'Estat de Renània-Palatinat i el sud de Hessen. Té una població d'uns 2,3 milions d'habitants i les ciutats més grans són Mannheim, Heidelberg i Ludwigshafen. També destaquen Espira i Worms.
L'Àrea metropolitana Rhein-Neckar i una de les zones econòmic-empresarials més importants de la República Federal d'Alemanya. S'hi concentren unes 134.000 empreses, tant empreses multinacionals com Pimes familiars i empreses de nova creació (start-ups). L'elevada quota d'exportació del 58% demostra l'orientació internacional d'aquestes empreses. Les indústries principals són: automoció, construcció de màquines i plantes industrials, química, tecnologia informàtica, biotecnologia i ciències de la vida, energia i medi ambient, així com economia de cultura i creativitat. La regió està perfectament connectada a la infraestructura de la xarxa de tràfic nacional i europeu; vuit autopistes transcorren per ella. La estació principal de trens de Mannheim és un nus important i la comunicació ferroviària. L'Aeroport de Frankfurt éstà a 30 minuts de Mannheim.

## Composició
L'àrea metropolitana es compon de quinze districtes, incloent vuit districtes urbans.

### Baden-Württemberg
- Mannheim (districte urbà) (MA)
- Heidelberg (districte urbà) (HD)
- Districte de Neckar-Odenwald (MOS)
- Districte de Rhein-Neckar (HD)

### Hessen
- Districte de Bergstraße (HP)

### Renània-Palatinat
- Ludwigshafen (districte urbà) (LU)
- Worms (districte urbà) (WO)
- Neustadt an der Weinstraße (districte urbà) (NW)
- Espira (districte urbà) (SP)
- Frankenthal (districte urbà) (FT)
- Landau in der Pfalz (districte urbà) (LD)
- Districte de Rhein-Pfalz (RP)
- Districte de Bad Dürkheim (DÜW)
- Districte de Germersheim (GER)
- Districte de Südliche Weinstraße (SÜW)